# 厄尼·迪格雷戈里奥
欧内斯特·迪格雷戈里奥（英語：Ernest DiGregorio，1951年1月15日—），美国NBA联盟前职业篮球运动员。他在1973年的NBA选秀中第1轮第3顺位被水牛城勇士选中。